# 나의 산티아고
《나의 산티아고》(독일어: Ich bin dann mal weg)는 2015년 공개된 독일의 영화로, 하페 케르켈링의 기행문 《그 길에서 나를 만나다》를 원작으로 한다.

## 출연

### 주연
- 데비드 스트리에소브
- 마르티나 게덱
- 카롤리네 슈허

### 조연
- 카타리나 탈바흐
- 아네테 프리어
- 헤이코 핀코스키
- 비롤 위넬

## 기타
- 제작PD: 허먼 플로린
- 미술: 실크 뷰어
- 의상: 크리스틴 슈스터
- 배역: 니나 하운